# Ken (nome inglese)
Ken  è un nome proprio di persona inglese maschile.

## Origine e diffusione
Si tratta di una forma abbreviata di altri nomi quali Kenneth, Kendrick, Kendall, Kenyon e via dicendo.
Va notato che questo nome coincide con Ken, un nome giapponese omografo, ma ben distinto.

## Onomastico
Si tratta di un nome adespota, in quanto non è portato da alcun santo. L'onomastico si festeggia quindi il 1º novembre, in occasione di Ognissanti. Nel caso sia un'abbreviazione di Kenneth si può festeggiarlo il suo stesso giorno, cioè l'11 ottobre in ricordo di san Kenneth, abate.

## Persone

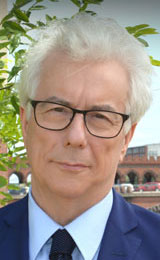
Ken Follett

- Ken Block, pilota di rally, imprenditore e stuntman statunitense
- Ken Follett, scrittore britannico
- Ken Jeong, attore statunitense
- Ken Loach, regista britannico
- Ken Roczen, pilota motociclistico tedesco
- Ken Rosewall, tennista australiano

## Il nome nelle arti
- Ken è il nome con cui è conosciuto Kenshiro, protagonista del manga Ken il Guerriero.
- Ken è lo storico fidanzato di Barbie nella linea di fashion doll prodotta dalla Mattel.
- Ken Masters è un personaggio della serie videoludica Street Fighter.